# نورواقی‌گری
نورواقی‌گری (به انگلیسی: neostoicism)، جنبشی فلسفی بود که در اواخر قرن شانزدهم میلادی، از آثار «جوستوس لیپسیوس» ظهور کرد و سعی نمود تا باورهای رواقی‌گری و مسیحیت را باهم تلفیق نماید. لیپسیوس یک فلاندری و انسان‌گرای عصر رنسانس بود. این جنبش دارای ماهیت تلفیق‌گرایی دینی بود، هرچند دانشمندان مدرن نمی‌پذیرند که این جنبش منتج به یک تلفیق موفقیت‌آمیزی گردید. نام «نو رواقی‌گری» به دو نویسنده کاتولیک رومی|، «لیونتاین زانتا» و «جولیان-آیمارد دی‌انجرز» نسبت داده می‌شود.

## پس‌زمینه
ژان کالون در اوایل قرن شانزدهم میلادی اشاراتی ایده‌های «رواقی‌گری جدید» داشت، اما این اشاره وی مرتبط به نو رواقی‌گری نیست. «انتونیو دی گیوارا» زندگی‌نامه تملق آمیزی از مارکوس آئورلیوس را در ۱۵۲۸ میلادی منتشر کرد، سپس آن را پارادایمی از فضیلت‌های رواقی‌گری پنداشت.
نورواقی‌گری گفته می‌شود که توسط انسان‌گرایی فلاندری «جوستوس لیپسیوس» (۱۵۴۷–۱۶۰۶میلادی) بنیان نهاده شده‌است. بعضی ابعاد نورواقی‌گری توسط «گفانیوس» (هبرت وان گفن) پیش‌بینی گردیده بود و کارهای او و لیپسیوس توسط ناشر «کریستوفی پلانتین» به‌نشر رسید. پلانتین نسخه لوکرتیوس (۱۵۶۵) که توسط گفانیوس نوشته شده بود را منتشر کرد و حلقه وی برخی ایده‌های مرتبط که متأثر از لوکرتیوس بود را ترویج نمود.
پنداشته می‌شود که پلانتین دارای ارتباطاتی با خانواده‌گرایان بوده‌است. به‌طور واضح تر، «نیکولیت ماوت» فکر می‌کند که احتمالاً لیپسیوس در گروه هیلیست دخیل بوده‌است. نو رواقی‌گری متکی به نیکودمیسم از شاخه خانواده‌گرایی است.
لوکرتیوس نویسنده‌ای از مکتب اپیکوریسم بود، از نظر سنتی مکتب اپیکوریسم مخالفت رواقی‌گری تلقی می‌شود. اما در واقع آنچه میان مکاتب ایپوریسم و رواقی‌گری مشترک است، نظر مادی و جبرگرایانه آن‌ها در مورد فلسفه طبیعی است. اختلافشان در اخلاقیات بود. تبعیضی که توسط لیپسیوس انجام شد و بیان کرد که ایده‌های ماده‌گرایی و جبرگرایی در رواقی‌گری باید به‌طور گسترده رد گردد، راه را برای امکان ظهور نو رواقی‌گری که با عقاید مسیحی بیشتر هم‌خوانی داشت باز نمود. اثر کریستیان تومازیوس با عنوان «مبانی قانون طبیعت و ملت‌ها» که بعدها منتشر شد، با مبانی اپیکوریستی یک پروژه قیاس‌پذیر بود.

## خاستگاه‌های نورواقی‌گری

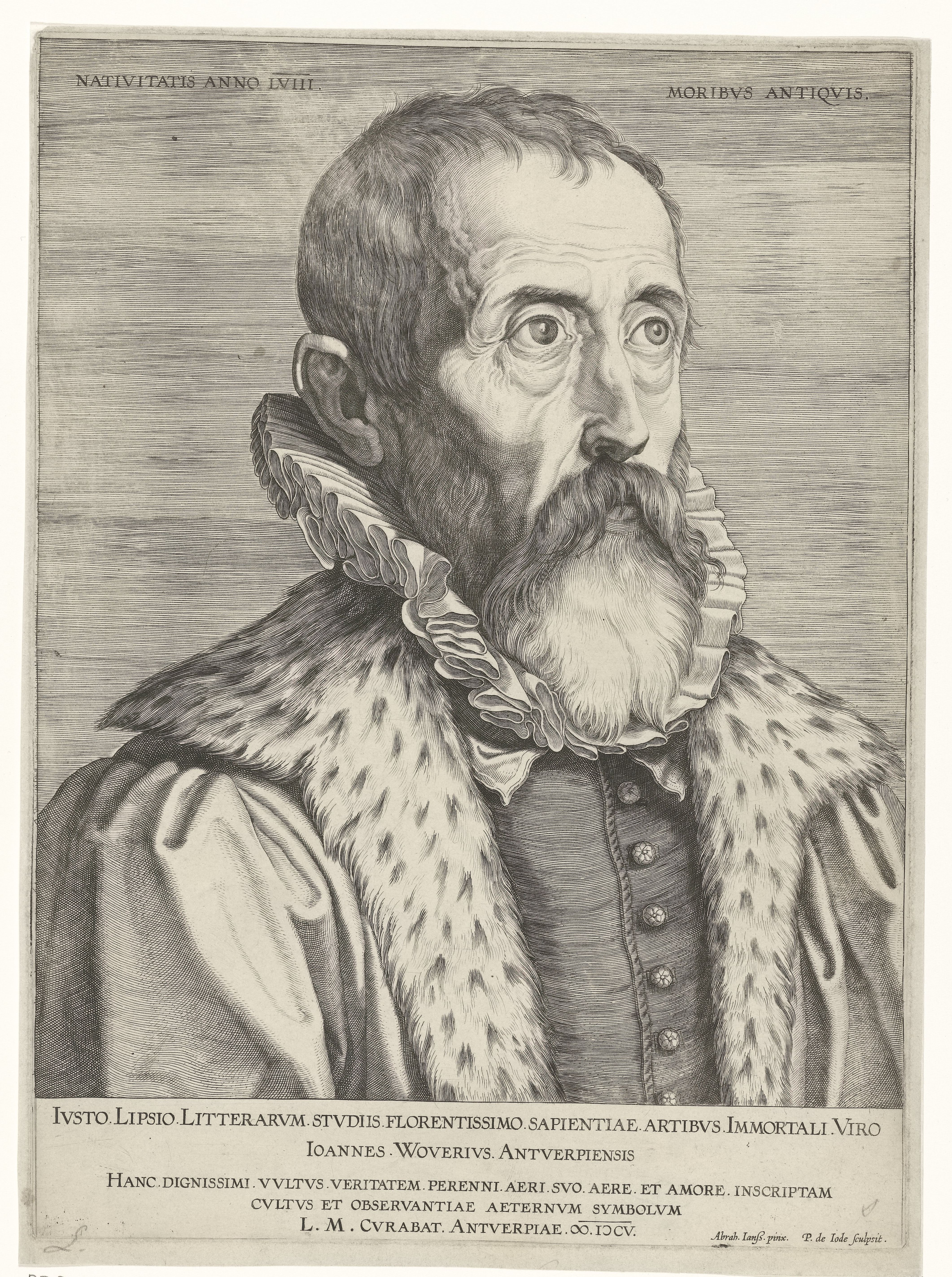
جوستوس لیپسیوس، بنیانگذار نورواقی‌گری

لیپسیوس در مدت زمانی‌که در هلند شمالی (لیدن، ۱۵۷۸–۱۵۹۱ میلادی) بود، دو کار عجیب خود را به‌نشر رسانید: «در باب ثبات»‏ (۱۵۸۳ میلادی، عنوان کامل: «در مورد سازگاری دو کتابی که شامل گفتمان مختصری پیرامون شیاطین عمومی است») و «سیاست» (عنوان کامل: «سیاست یا دکترین مدنی سکس»، ‏۱۵۸۹ میلادی). کتاب در باب ثبات پایه‌های تفکر نورواقی‌گری را تشکیل می‌دهد. این کتاب گفت‌گویی است میان شخصیت‌های لیپسیوس و «لانگیوس» (براساس دوستش «چارلز دی لانگهی»).‏ آن‌ها با اشاره به رواقی‌گری غیر مسیحی و یونانی کلاسیک که به‌طور خاص در نوشته‌های سنکای جوان یافت می‌گردد، به بررسی ابعاد نامساعد سیاست معاصر می‌پردازند.
در این دوره آموزه‌های رواقی‌گری به‌طور کلی از طریق نویسنده‌های لاتین شامل سیسرون و سنکا شناخته می‌شد، کسانی که روی اخلاقیات رواقی‌گری متمرکز بودند. هم لیپسیوس و هم میشل دو مونتنی، نحوه برخورد سنکا با مفاهیم آپاتیا و آتاراکسیا را جالب یافته که عمدتاً به دلیل مستثنی کردن نحوه برخورد سیسرون با مفاهیم اخلاقی رواقی‌گری و نوآوری‌اش که تأکید بر صیانت نفس و مدیریت هوس است. با این حال، مونتیگنی بیشتر به یک مخالف رواقی‌گری مبدل گردید و به سوی شک‌گرایی کشانده شد، که «چارلز لارمور» این امر را تدریجی در نظر گرفته و مرتبط به نوشتن مقالات خود می‌داند.
لیپسیوس توسط موریتوس به سنکا معرفی گردید، «موریتوس» یک انسان‌گرای لاتین صاحب سبک معروف بود و نوشت که بعضی تعالیم رواقی‌گری حماقت بودند. اما از طرف دیگر، لیپسیوس علاقه‌مند شد تا اخلاقیات مسیحی و اخلاقیات رواقی‌گری که در نوشته‌های اپیکتت بود را باهم تلفیق نماید. او این کار را در اوایل جنگ هشتادساله و در واکنش به دشواری‌هایی که این جنگ در کشورهای سفلی باعث شده بود، انجام داد. نسخه نظام‌مند وی برای حدود دو قرن دوام آورد. لیپسیوس و تفسیر وی از سنکا به‌طور کلی انتقادی بر رواقی‌گری بود، که پژوهش‌گری بعدی با بازیافت متون اصلی رواقی‌گری آن را ثابت کرده‌است.
آن‌گونه که «سلارز» می‌گوید: «یک نو رواقی‌گرا مسیحی‌ای‌ست که اخلاقیات رواقی‌گری را می‌پذیرد، اما ابعاد ماده‌گرایی و جبرگرایی رواقی‌گری که با آموزه‌های مسیحیت در تناقض است را رد می‌کند.» لیپسیوس نو رواقی‌گری را در رساله‌های خود «مقدمه‌ای بر فلسفه رواقی‌گری» و «فیزیک رواقی‌گری» که هر دو در ۱۶۰۴ میلادی منتشر شد، بیشتر توسعه داد. از نظر «جاناتن اسرائیل» این کارها جاذبه‌ای بود برای هلندی‌ها برای رد میهن‌پرستی و تعصب مذهبی، به‌جای این‌که از آن برای ایجاد یک چارچوب سیاسی و اخلاقی بر محور اعمال صلح‌جویانه و حفظ نظم خوب استفاده نمایند. چنین وضعیتی منتهی به نورواقی‌گرایی شد و زدن برچسب «فلسفه بحران» به آن تبدیل به مد شد.

## مؤلفان نورواقی‌گرا
کتاب گیوم دو ور، تحت عنوان «میثاق ثبات» در ۱۵۹۴ میلادی یکی دیگر از آثاری بود که تأثیر مهمی بر جنبش نو رواقی‌گری داشت. هرچند لیپسیوس کار خود را به‌طور اساسی بنا بر نوشت‌های سنکا ارایه نموده بود، اما «دو ور» بر «اپیکتتوس» تأکید داشت.
پی‌یر شارون با تحت تأثیر قرارگیری جنگ‌های مذهبی فرانسه، موضع جدید نورواقی‌گری را اختیار نمود. وی اخلاقیات و دین را کاملاً از هم جدا کرد.

## فلسفه عملی نورواقی‌گری
پروژه نورواقی‌گری به‌عنوان تلاشی از جانب لیپسیوس برای ساختن «یک اخلاقیات سکولار بر مبنای فلسفه رواقی‌گری رومی» توصیف شده‌است. وی از تسامح دینی حمایت بی‌حد و حصری کرد: بنابراین، اهمیت اخلاقی به دین پیوند داده نشد. بمنت نوشت:
هیچ آموزه سرسختانهٔ سازگاری از احیای نورواقی‌گری ظهور نکرد، اما دو دگردیسی مهم توسعه می‌یابند، یکی تأیید تمایل ذاتی معاصر برای زندگی فعال و دیگری پیدا کردن نشانه‌ای در عقب‌نشینی و انزوا از دنیا.‏
از نظر هیلر:
لیپسیوس از سیسرون و تاسیتوس بهره گرفت تا یک سیستم سازگار جهت مدیریت زندگی عمومی و خصوصی در اروپای شمالی که از اثر جنگ پاره‌پاره شده بود بسازد.‏
لیپسیوس در مقدمه‌ای بر کتاب سیاست خود بیان نمود که هدفش متوجه حاکمان است، در حالی که کتاب‌اش در باب ثبات متوجه آن‌هایی بود که باید اطاعت و صبر می‌کردند. نورواقی‌گری اِعمال سلطه جویانه نظم و استفاده از زور را مجاز دانست. پاپی در دایرة المعارف فلسفه استانفورد می‌نویسد:
پروژه تمام عمر لیپسیوس این بود تا فلسفه اخلاقی معاصر را از طریق یک خوانش جدید از فیلسوف رواقی‌گرای رومی، سنکا تغییر شکل دهد و هم‌زمان با آن روش‌های معاصر سیاسی را با الهام‌گیری از بینش‌هایی که توسط تاریخ‌نویس رومی تاسیتوس فراهم شده بود مجدداً احیا نماید.‏
این بیانیه پرسشی در مورد ارتباط میان تاسیتوس و نو رواقی‌گرایی را بازهم مفتوح باقی می‌گذارد. پاسخی عرفی که توسط «واسزنیک» ارایه شده این است که تاسیتوس منبعی از «الگوها و راهنمایی‌ها برای شاهزاده مدرن و موضوع» وی بوده‌است. همچنین واسزنیک می‌پندارد که استدلال‌های موجود در کتاب سیاست و فلسفه عملی آن را می‌توان بدون ارتباط با رواقی‌گری درک نمود.